# Данді (острів)
Острів Данді (англ. Dundee Island) — острів архіпелагу Жуанвіль, що лежить на півдні від острова Жуанвіль, у північно-східній частині Антарктичного півострова. 

## Історія
Британський мореплавець Джеймс Кларк Росс помічав місцевість у своїй антарктичній експедиції (1839–1843), проте так і не визнав її островом. 
8 січня 1893 року, під час Китобійної експедиції з Данді, острів було відкрито та названо капітаном Томасом Робертсоном на честь шотландського міста Данді. Експедиція складалася з чотирьох китобійних суден, які вирушили на пошуки китів в Антарктику, проте подорож виявилася невдалою.

## Географія
Це один з декількох островів Антарктики, що є частиною Землі Ґреяма, яка знаходиться ближче до Південної Америки, ніж будь-яка інша частина цього континенту.